# Берска Вештица
Берска Вештица или Вештица (грч. Αγγελοχώρι, до 1926. грч. Βέτιστα) је насељено место у општини Негуш у периферији Средишња Македонија, Грчка. Према попису из 2021. године било је 1.575 становника.
Према бугарском географу и историчару, Василу Канчову, у Вештици (Берска и Воденска) 1900. године је живело 500 Словена хришћана. После 1923. године насељене су грчке избегличке породице из Турске, укупно 385 особе.